# John W. Ferdon
John William Ferdon (* 13. Dezember 1826 in Piermont, New York; † 5. August 1884 in Monmouth Beach New Jersey) war ein US-amerikanischer Jurist und Politiker. Zwischen 1879 und 1881 vertrat er den Bundesstaat New York im US-Repräsentantenhaus.

## Werdegang
John William Ferdon graduierte 1847 am Rutgers College (heute Rutgers University) in New Brunswick. Er studierte Jura. Nach dem Erhalt seiner Zulassung als Anwalt begann er zu praktizieren. Er saß 1855 in der New York State Assembly und in den Jahren 1856 und 1857 im Senat von New York. Als Delegierter nahm er in den Jahren 1864 und 1876 an den Republican National Conventions teil. Politisch gehörte er der Republikanischen Partei an.
Bei den Kongresswahlen des Jahres 1878 für den 46. Kongress wurde Ferdon im 14. Wahlbezirk von New York in das US-Repräsentantenhaus in Washington, D.C. gewählt, wo er am 4. März 1879 die Nachfolge von George M. Beebe antrat. Da er auf eine erneute Kandidatur im Jahr 1880 verzichtete, schied er nach dem 3. März 1881 aus dem Kongress aus.
Am 5. August 1884 starb er in Monmouth Beach und wurde auf einem Privatfriedhof auf dem Anwesen von Ferdon in Piermont beigesetzt.